# بروس گاف
بروس آلونزو گاف (به انگلیسی: Bruce Goff) متولد ۱۹۰۴، معمار آمریکایی بود.
او در دانشگاه اوکلاهوما به تدریس پرداخت، و پیرو سبکهای «ارگانیک» متعلق به معمارانی چون آنتونیو گائودی بود.
او در ۱۹۸۲ درگذشت.